# Druckchronograf
Der Druckchronograf ist ein Instrument der Astronomie und Geodäsie zur automatischen Zeitregistrierung von Sterndurchgängen.
Es wurde um 1960 aus dem Hipp’schen Bandchronografen mit Sirenenhemmung weiterentwickelt und druckt die gemessenen Zeiten nicht mehr analog auf einen Papier- oder Wachspapierstreifen, sondern direkt in Ziffernform. Der Uhrstand der internen Uhr wurde mittels Funk-Zeitsignalen bestimmt. Bekannte Hersteller waren die schweizerischen Unternehmen Longines und Omega sowie Favag.
Die Genauigkeit der Zeitregistrierung liegt im Bereich einiger Millisekunden. Neuere Chronografen sind mit einer hochgenauen Quarzuhr versehen und speichern die Zeiten digital.